# Công chúa: Câu chuyện thật phía sau mạng che mặt tại Ả Rập Xê Út

Bìa sách tiếng Anh.

Công chúa: Câu chuyện thật phía sau mạng che mặt tại Ả Rập Xê-út là cuốn sách của nhà văn Mỹ, Jean Sasson. Cuốn sách được xuất bản lần đầu tiên tại New York năm 1992, nói lên sự thật về cuộc sống bất tự do của những phụ nữ người Ả Rập Xê-út, nơi bà sinh sống và làm việc 12 năm, từ 1978 đến 1991.

## Chủ đề
Tại buổi họp mặt đại sứ Ý năm 1983, Sasson gặp nàng công chúa Ả Rập Xê Út, "Sultana" - một người phụ nữ nghị lực và dám chống đối sự bất bình đẳng giữa nam và nữ giới. Sultana đã kể cho Jean những câu chuyện khó tin về những người phụ nữ phải cam chịu sự đày đọa của những người đàn ông ham quyền lực và phụ nữ trong đất nước mình. Năm 1985, cô yêu cầu Jean viết lên câu chuyện của mình, để tất cả mọi người trên thế giới biết và hiểu được những sự đau khổ của phụ nữ Ả Rập Xê Út.